# Овнатанян, Арутюн
Арутюн Овнатанян  (арм. Հարություն Հովնաթանյան; 1706 — ?) — младший сын и ученик Овнатана Нагаша родился в Ереване, с 1710 года — в Тифлисе. Вместе со своим братом Акопом и отцом украшали миниатюрами рукописные книги, расписывали вместе с отцом собор в Эчмиадзине.